# 藍拜
藍拜（穆麟德轉寫：lambai，？—1665年），滿洲鑲藍旗，佟佳氏，清朝政治人物、清朝工部尚書。
崇德年间为梅勒额真（副都统）、兵部参政，因故免官。率兵征索伦部，攻克雅克萨城。攻打明朝锦州，能力战。清军入关后再授梅勒额真，从孔有德等下湖南，击败明朝总督何腾蛟军。擢固山额真（都统），曾任禮部左侍郎。順治八年九月丙戌，接替譚布，擔任清朝工部尚書，后改刑部尚書。由星訥接任。順治九年四月乙卯，接替宗室韓岱，擔任清朝刑部尚書，后解。由覺羅巴哈納接任。藍拜加太子太保，进封世职至二等阿思哈尼哈番。顺治十三年（1656年）以病罢职。康熙四年卒。

## 延伸阅读
[在维基数据编辑]
 《清史稿·卷241》，出自趙爾巽《清史稿》
 《清史稿·卷241》